# Perthes, Ardennes

Perthes este o comună în departamentul Ardennes din nordul Franței. În 1 ianuarie 2022 avea o populație de 303 de locuitori.